# Laysan-vízicsibe

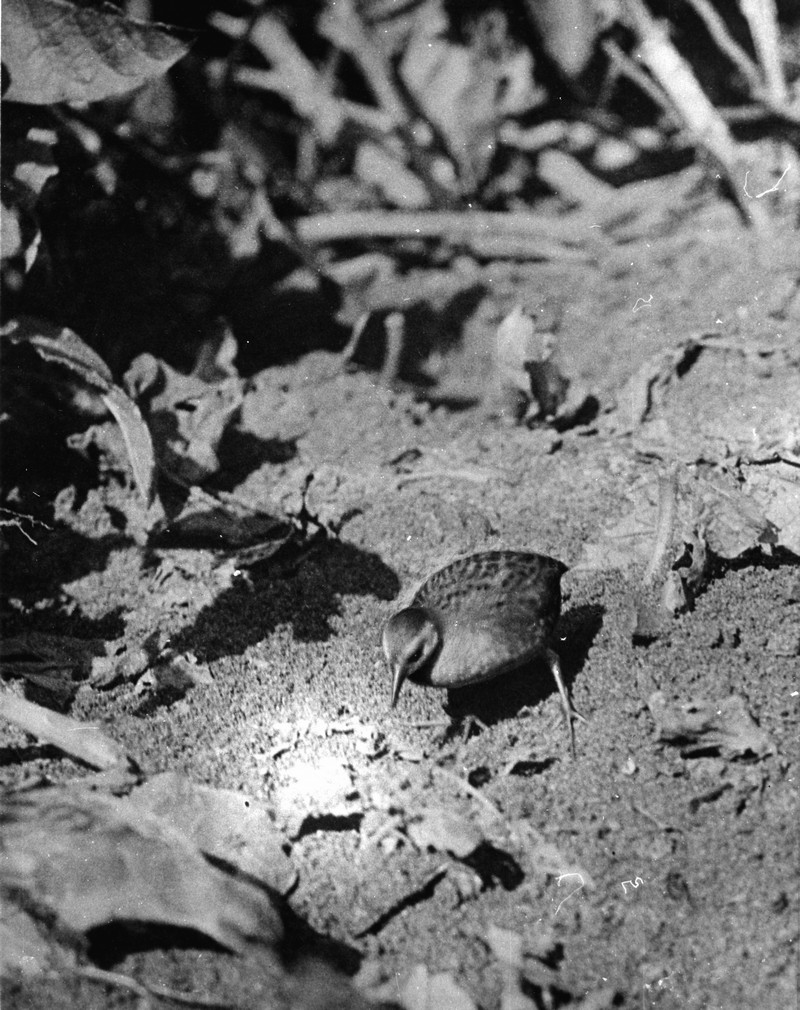
Fénykép egy Laysan-vízicsibéről. A felvétel 1913-ban készült.

A Laysan-vízicsibe (Porzana palmeri, eredetileg Porzanula palmeri) a madarak osztályának darualakúak (Gruiformes) rendjébe, a guvatfélék (Rallidae) családjába tartozó, mára kihalt faj.

## Elterjedése
A Laysan-vízicsibe kizárólag Laysan szigetén élt, mely egy apró földdarab a Csendes-óceánban és a Hawaii-szigetek északnyugati szigetláncának tagja.

## Megjelenése
15 centiméteres testhosszú faj volt. Szárnyai nagyon visszafejlődtek, mivel a szigeten nem éltek ragadozó emlősök, melyek elöl a levegőbe kellett volna menekülnie. Így röpképességét is elveszítette. Érdekessége, hogy míg az összes több röpképtelen guvatfélének 11 szárnyevezőtolla van, addig ennél a fajnál ezek száma nyolcra redukálódott. A nyolcadik is közel akkora volt, mint az első.
A faj feltehetően nagyjából 125.000 év alatt veszítette el röpképességét.
A ma élő vízicsibefajok közül a törpevízicsibe (Porzana pusilla) a legközelebbi rokon faja.

## Életmódja
Többnyire rovarokat és a szigeten költő tengeri madarak tojásait fogyasztotta, de kis mértékben növényi anyagokat, így magvakat vagy leveleket is evett. A rovarokat ügyes felszökkenésekkel a levegőben is el tudta kapni.
Nagyon eleven, örökmozgó madár volt. Miután megtelepedtek emberek is a szigeten, gyakran megjelent a szabadban étkezőknél és felugrált az asztalokra is némi ételmaradék reményében. Emellett igen kíváncsi és barátságos madár volt. Laysan szigetén nem volt természetes ellensége, így egyáltalán nem mutatott félelmet az emberekkel szemben.

## Szaporodása

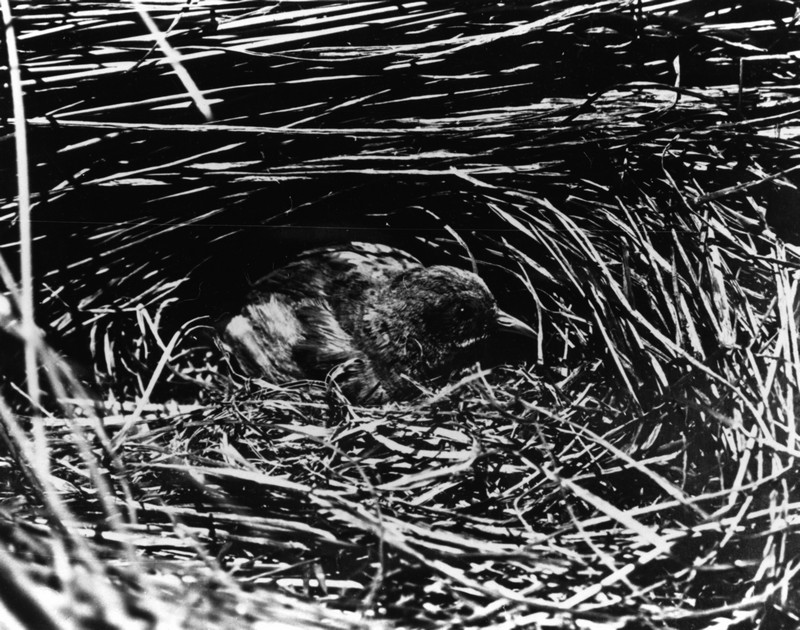
Fészkén ülő Laysan-vízicsibe

Fészkét a zsombékos rejtekébe, a földre építette. Fészke egyszerű, lapos füvekből készült alkalmatosság volt de a madár nagyon jól elrejtette, így ritkán lehetett rábukkanni.
A szaporodási időszaka május és június hónapokban volt. A kontinenseken élő rokon fajokkal ellentétben, melyek többnyire 6-10 tojást raknak, a Laysan-vízicsibe fészekalja mindössze 3 tojásból állt.
Fekete piheruhás, sárga csőrű fiókái júniusban keltek ki a tojásokból. Nagyon hamar megtanultak önállóan táplálékot szerezni maguknak és öt napon belül ugyanolyan fürgén futottak, mint szüleik.
A Midway-szigetekre betelepített madarak már márciusban tojást raktak és ott az egész fiókanevelés három hónappal előbb zajlott le.

## Kihalása
A fajról először A Moller nevű hajó legénysége tudósított, akik 1828-ban látogattak el Laysan szigetére. Tudományosan 1892-ben írták le a fajt. 1891-ig kifejezetten gyakori madárnak számított a szigeten, akkori populációját 2000 egyedre becsülték.
A 20. század első éveiben betelepítették a Midway-szigetekre is.
Laysanon a század elején 15 éven keresztül guanót bányásztak, ami jelentős területátalakító tevékenységgel járt. Mindezt még talán túlélte volna a populáció, de a bányászok élelmezésének elősegítésére nyulakat engedtek szabadon a szigeten, melyek ellenség hiányában korlátlanul elszaporodva teljesen tarra rágták a sziget növényállományát.
1923-ra ugyan sikerült a nyulak jelentős részét kiirtani, a többi pedig természetes okokból rövidesen szintén kihalt, addigra a sziget három endemikus madara végképp eltűnt. 
A Laysan-vízicsibe mellett a molnár nádiposzáta (Acrocephalus familiaris) törzsalakja, a laysan-szigeti molnár nádiposzáta (Acrocephalus familiaris familiaris), valamint az Apapane-gyapjasmadár (Himatione sanguinea) laysan-szigeti alfaja, a Himathione sanguinea freethii szintén kihalt.
A sziget élőhelyei helyrehozhatatlanul tönkrementek, a Midway-szigeteki populációból megpróbáltak egyedeket visszatelepíteni a szigetre, de nem sikerült.
Végül 1944-re a midway-szigeteki madarak is kihaltak a szigeten levő katonai támaszpont kialakítása miatti erdőirtás és a behurcolt patkányok miatt.

## Fordítás
- Ez a szócikk részben vagy egészben  a   Laysan-Ralle című német Wikipédia-szócikk ezen változatának fordításán alapul.  Az eredeti cikk szerkesztőit annak laptörténete sorolja fel. Ez a jelzés csupán a megfogalmazás eredetét és a szerzői jogokat jelzi, nem szolgál a cikkben szereplő információk forrásmegjelöléseként.